# جيمس إي. وليامز (عسكري)
جيمس إي. وليامز (بالإنجليزية: James E. Williams)‏ هو عسكري أمريكي، ولد في 13 نوفمبر 1930 في فورت ميل في الولايات المتحدة، وتوفي في 13 أكتوبر 1999.